# Шиллинг, Альфред Оттонович
Барон Альфред Отто́нович Ши́ллинг (нем. Alfred Karl Wilhelm Reichsfreiherr von Schilling; 24 сентября 1861 — 12 ноября 1922) — остзейский помещик, член III Государственной думы от Эстляндской губернии, член Государственного совета по выборам.

## Биография
Лютеранин. Из потомственных дворян Эстляндской губернии. Землевладелец Везенбергского уезда (приобретенные 8443 десятины, к 1915 — 6235 десятин).
Окончил Феллинскую гимназию и юридический факультет Дерптского университета со степенью кандидата прав (1884).
По окончании университета поступил на службу по дворянским учреждениям Эстляндской губернии и вскоре был назначен секретарем мангерихтов. Когда мангерихты были упразднены, барону Шиллингу была поручена передача их дел новым судебным учреждениям.
В 1890 году был определён кандидатом на судебные должности при Екатеринодарском окружном суде, затем был назначен исполняющим должность судебного следователя Прочноокопского участка. В 1892 году был переведён на ту же должность во 2-й участок Ставропольского уезда.
В 1893 году вышел в отставку и поселился в своем имении Паддас, посвятив себя сельскому хозяйству. Состоял почётным мировым судьей (1896—1915) и уездным депутатом дворянства (с 1902). В качестве делегата от дворянства принимал участие в совещаниях по проекту реорганизации местных учреждений в Эстляндской губернии. Дослужился до чина статского советника (1909), состоял в придворном звании камергера (1908). Был членом Балтийской конституционно-монархической партии, примкнувшей к Союзу 17 октября.
В 1907 году был избран в члены III Государственной думы от съезда землевладельцев Эстляндской губернии. Входил во фракцию октябристов. Состоял членом комиссий: земельной, по народному образованию, по запросам, об охоте и по рыболовству.
Был делегатом 3-го съезда Союза 17 октября. Состоял Эстляндским ландратом (1912—1920). Участвовал в съездах Объединенного дворянства в качестве уполномоченного эстляндского дворянства, входил в Постоянный совет организации. Был членом Совета Виленского частного коммерческого банка.
1 ноября 1912 года избран в члены Государственного совета съездом землевладельцев Эстляндской губернии, в 1915 году — переизбран. Входил в группу центра, был членом её бюро.
В 1917—1918 годах находился в Швеции и Германии, выступал за оккупацию Эстонии германскими войсками. В 1918 году был президентом ландрата в Таллине и членом Балтийского совета в Риге. В следующем году выехал в Финляндию, затем вернулся в Таллин.
Умер в 1922 году в Таллине. Был женат на баронессе Юлии фон-Розен, имел двоих детей.